# Trnavá Hora
Trnavá Hora es un municipio del distrito de Žiar nad Hronom en la región de Banská Bystrica, Eslovaquia, con una población estimada a final del año 2024 de 1257 habitantes.
Se encuentra ubicado al noroeste de la región, en el valle del río Hron —un afluente izquierdo del Danubio— y cerca de la frontera con las regiones de Nitra y Trenčín.

## Demografía
| Año        | 1994 | 2004    | 2014    | 2024    |
| ---------- | ---- | ------- | ------- | ------- |
| Población  | 1130 | 1137    | 1203    | 1257    |
| Diferencia |      | +0,61 % | +5,80 % | +4,48 % |

| Año        | 2023 | 2024    |
| ---------- | ---- | ------- |
| Población  | 1256 | 1257    |
| Diferencia |      | +0,07 % |